# Liste der Außenminister Boliviens

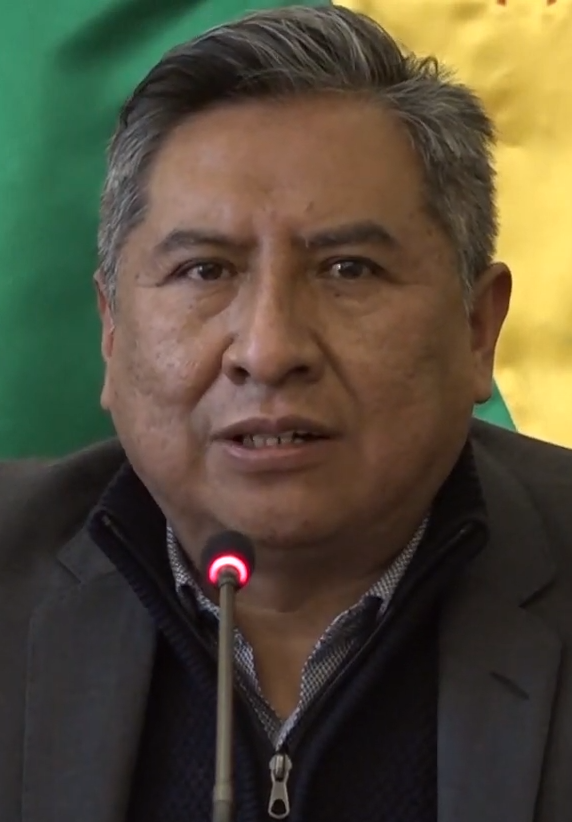
Rogelio Mayta, Außenminister 2020–2023

Der Außenminister Boliviens trägt auch die Bezeichnung Canciller, formal Ministro de Relaciones Exteriores y Culto de Bolivia.
| Ernannt            | Durch den Gesetzgeber ratifiziert | Posten verlassen   | Außenminister                        | Präsident                       |
| ------------------ | --------------------------------- | ------------------ | ------------------------------------ | ------------------------------- |
| 13. Januar 1826    | 18. April 1828                    | 2. August 1828     | Facundo Jacinto Infante              | Antonio José de Sucre           |
| 2. August 1828     |                                   | 27. Dezember 1828  | José Joaquín Casimiro Olañeta Güemes | José Miguel de Velasco Franco   |
| 27. Dezember 1828  |                                   | 31. Dezember 1828  | José Severo Feliciano Malavia        | Pedro Blanco Soto               |
| 1. Januar 1829     |                                   | 24. Mai 1829       | Mariano del Callejo                  | José Miguel de Velasco Franco   |
| 24. Mai 1829       |                                   | 3. Juli 1829       | José Maria de Lara                   | Andrés Santa Cruz y Calahumana  |
| 3. Juli 1829       |                                   | 16. August 1831    | Mariano Enrique Calvo Cuellar        | Andrés Santa Cruz y Calahumana  |
| 16. August 1831    |                                   | 31. Dezember 1831  | Manuel José de Asin Franco           | Andrés Santa Cruz y Calahumana  |
| 24. Januar 1832    |                                   | 25. Januar 1833    | José Joaquín Casimiro Olañeta Güemes | Andrés Santa Cruz y Calahumana  |
| 25. Januar 1833    |                                   | 16. August 1835    | Mariano Enrique Calvo Cuéllar        | Andrés Santa Cruz y Calahumana  |
| 16. August 1835    |                                   | 11. Dezember 1837  | José Ignacio Sanjines                | Andrés Santa Cruz y Calahumana  |
| 11. Dezember 1837  |                                   | 28. März 1838      | Andrés María Torrico Camacho         | Andrés Santa Cruz y Calahumana  |
| 28. März 1838      |                                   | 20. Februar 1839   | José Joaquín Casimiro Olañeta Güemes | Andrés Santa Cruz y Calahumana  |
| 22. Februar 1839   | 27. März 1839                     | 16. November 1839  | Manuel María Urcullu                 | José Miguel de Velasco Franco   |
| 24. Juni 1839      |                                   | 27. Juni 1839      | María José Calvimontes               | José Miguel de Velasco Franco   |
| 16. November 1839  |                                   | 7. Oktober 1841    | José María Linares                   | José Miguel de Velasco Franco   |
| 7. Oktober 1841    |                                   | 18. Oktober 1841   | José María Calvimontes               | José Miguel de Velasco Franco   |
| 18. Oktober 1841   |                                   | 25. Juni 1842      | Manuel María Urcullu                 | José Ballivián                  |
| 25. April 1842     |                                   | 25. Juni 1842      | José Joaquín Casimiro Olañeta Güemes | José Ballivián                  |
| 31. Mai 1842       |                                   | 16. Juni 1842      | Pedro Buitrago                       | José Ballivián                  |
| 25. Juni 1842      |                                   | 28. November 1844  | Manuel de la Cruz Méndez             | José Ballivián                  |
| 28. November 1844  |                                   | 23. Dezember 1847  | Tomás Frías Ametller                 | José Ballivián                  |
| 23. Dezember 1847  |                                   | 2. Januar 1848     | Domingo Delgadillo                   | Eusebio Guilarte Vera           |
| 18. Januar 1848    | 4. Februar 1848                   | 6. Dezember 1848   | José Joaquín Casimiro Olañeta Güemes | José Miguel de Velasco Franco   |
| 6. Dezember 1848   |                                   | 17. Januar 1849    | Juan Ramón Muñoz Cabrera             | Manuel Isidoro Belzu            |
| 17. Januar 1849    |                                   | 10. Februar 1849   | Lucas Mendoza de la Tapia            | Manuel Isidoro Belzu            |
| 10. Februar 1849   |                                   | 9. Juni 1849       | Manuel José de Asin Franco           | Manuel Isidoro Belzu            |
| 9. Juni 1849       |                                   | 25. September 1851 | Tomás Baldivieso                     | Manuel Isidoro Belzu            |
| 25. September 1851 |                                   | 11. Juli 1852      | Juan Crisóstomo Unzueta              | Manuel Isidoro Belzu            |
| 25. September 1851 |                                   | 22. Oktober 1851   | Melchor Urquidi Bustamante           | Manuel Isidoro Belzu            |
| 11. Juli 1852      |                                   | 28. November 1853  | Rafael Bustillo                      | Manuel Isidoro Belzu            |
| 6. Juli 1853       |                                   | 18. August 1853    | José Joaquín de Aguirre Velasco      | Manuel Isidoro Belzu            |
| 28. November 1853  |                                   | 24. Dezember 1854  | José Joaquín de Aguirre Velasco      | Manuel Isidoro Belzu            |
| 6. Dezember 1853   |                                   | 13. Januar 1854    | José Joaquín de Aguirre Velasco      | Manuel Isidoro Belzu            |
| 13. Januar 1854    |                                   | 8. November 1854   | Rafael Bustillo                      | Manuel Isidoro Belzu            |
| 8. November 1854   | 11. August 1855                   | 9. September 1857  | Juan de la Cruz Benavente            | Manuel Isidoro Belzu            |
| 24. Dezember 1854  |                                   | 31. Januar 1855    | Rafael Bustillo                      | Manuel Isidoro Belzu            |
| 9. September 1857  |                                   | 14. Januar 1861    | Lucas Mendoza de la Tapia            | José María Linares              |
| 21. Januar 1861    |                                   | 12. Mai 1861       | Ricardo José Bustamante              | José Maria de Achá              |
| 17. Mai 1861       |                                   | 29. November 1861  | Rafael Bustillo                      | Manuel Isidoro Belzu            |
| 29. November 1861  |                                   | 18. Oktober 1862   | Manuel Macedonia Salinas             | Manuel Isidoro Belzu            |
| 18. Oktober 1862   |                                   | 22. Dezember 1862  | Lucas Mendoza de la Tapia            | Manuel Isidoro Belzu            |
| 22. Dezember 1862  |                                   | 30. März 1863      | Juan de la Cruz Benavente            | Manuel Isidoro Belzu            |
| 30. März 1863      |                                   | 28. Dezember 1864  | Rafael Bustillo                      | José Maria de Achá              |
| 29. Dezember 1864  |                                   | 15. Januar 1871    | Mariano Donato Muñoz                 | José Mariano Melgarejo          |
| 8. April 1865      | 11. November 1865                 | 20. Dezember 1865  | Ricardo José Bustamante              | José Mariano Melgarejo          |
| 4. Juni 1866       |                                   | 9. November 1866   | José Raymundo Taborga                | José Mariano Melgarejo          |
| 2. Mai 1867        |                                   | 14. Juni 1867      | José Raymundo Taborga                | José Mariano Melgarejo          |
| 29. Juni 1867      |                                   | 17. September 1867 | Ángel Remigio Revollo                | José Mariano Melgarejo          |
| 10. November 1869  |                                   | 15. April 1870     | Manuel José Ribera                   | José Mariano Melgarejo          |
| 16. Januar 1871    |                                   | 17. Januar 1873    | Casimiro Corral                      | Agustín Morales Hernández       |
| 17. Mai 1871       |                                   | 9. Juni 1871       | Pedro D. Garcia                      | Agustín Morales Hernández       |
| 27. Januar 1873    |                                   | 9. Mai 1873        | Melchor Terrazas Virreira            | Tomás Frías Ametller            |
| 9. Mai 1873        |                                   | 4. Mai 1876        | Mariano Baptista                     | Adolfo Ballivián Coll           |
| 4. Mai 1876        |                                   | 17. August 1877    | Jorge Oblitas Mendizábal             | Hilarión Daza                   |
| 17. August 1877    |                                   | 7. Mai 1878        | José Manuel del Carpio               | Hilarión Daza                   |
| 7. Mai 1878        |                                   | 27. Mai 1878       | Luciano Valle                        | Hilarión Daza                   |
| 27. Mai 1878       |                                   | 7. Februar 1879    | Martín Lanza Saravia                 | Hilarión Daza                   |
| 7. Februar 1879    |                                   | 27. Dezember 1879  | Serapio Reyes Ortiz                  | Hilarión Daza                   |
| 8. Februar 1879    |                                   | 20. März 1879      | Eulogio Doria Medina                 | Hilarión Daza                   |
| 17. April 1879     |                                   | 10. September 1879 | Pedro José Domingo de Guerra         | Hilarión Daza                   |
| 1. Januar 1880     | 23. März 1880                     | 18. Dezember 1880  | Juan Crisóstomo Carrillo             | Narciso Campero Leyes           |
| 15. April 1880     |                                   | 20. Juli 1880      | Jenaro Sanjines                      | Narciso Campero Leyes           |
| 8. Oktober 1880    |                                   | 22. Oktober 1880   | José María Calvo Salinas             | Narciso Campero Leyes           |
| 18. Dezember 1880  |                                   | 14. Januar 1881    | Belisario Boeto                      | Hilarión Daza                   |
| 31. Januar 1881    |                                   | 4. August 1881     | Daniel Nuñez del Prado               | Narciso Campero Leyes           |
| 4. August 1881     |                                   | 10. Dezember 1882  | Pedro José Zilveti Estrada           | Narciso Campero Leyes           |
| 10. Dezember 1882  |                                   | 1. Februar 1884    | Antonio Quijarro Quevedo             | Narciso Campero Leyes           |
| 10. Februar 1884   |                                   | 23. März 1884      | Pedro Hermenegildo Vargas            | Narciso Campero Leyes           |
| 22. Februar 1884   |                                   | 4. September 1884  | Nataniel Aguirre Gonzales de Prada   | Narciso Campero Leyes           |
| 4. September 1884  |                                   | 22. Oktober 1885   | Jorge Oblitas Mendizábal             | Narciso Campero Leyes           |
| 22. Oktober 1885   |                                   | 5. Dezember 1885   | Macedonio Doria Medina               | Narciso Campero Leyes           |
| 4. Dezember 1885   |                                   | 17. Dezember 1885  | Heriberto Gutierrez                  | Gregorio Pacheco Leyes          |
| 17. Dezember 1885  |                                   | 5. Dezember 1887   | Juan Crisóstomo Carrillo             | Gregorio Pacheco Leyes          |
| 5. Dezember 1887   |                                   | 23. Oktober 1888   | Juan Francisco Velarde Vaca          | Gregorio Pacheco Leyes          |
| 23. Oktober 1888   |                                   | 25. Januar 1891    | Mariano Baptista                     | Aniceto Arce Ruiz               |
| 4. November 1890   |                                   | 25. Januar 1891    | Severo Fernández Alonso Caballero    | Aniceto Arce Ruiz               |
| 26. Januar 1891    |                                   | 4. Dezember 1891   | Serapio Reyes Ortiz                  | Aniceto Arce Ruiz               |
| 4. Dezember 1891   |                                   | 15. August 1892    | José Manuel del Carpio               | Aniceto Arce Ruiz               |
| 15. August 1892    |                                   | 15. Oktober 1892   | Severo Fernández Alonso Caballero    | Mariano Baptista Caserta        |
| 15. Oktober 1892   |                                   | 22. August 1896    | Emeterio Cano y Benavente            | Mariano Baptista Caserta        |
| 21. November 1893  |                                   | 12. Februar 1894   | Severo Fernández Alonso Caballero    | Mariano Baptista Caserta        |
| 22. August 1896    |                                   | 28. März 1899      | Manuel Maria Gomez                   | Mariano Baptista Caserta        |
| 28. März 1899      | 27. Oktober 1899                  | 2. Februar 1900    | Fernando Eloy Guachalla              | José Manuel Pando Solares       |
| 2. Februar 1900    |                                   | 4. Dezember 1900   | Eliodoro Villazón Montaño            | José Manuel Pando Solares       |
| 4. Dezember 1900   |                                   | 14. Dezember 1900  | Demetrio Calbimonte                  | José Manuel Pando Solares       |
| 14. Dezember 1900  |                                   | 29. April 1902     | Federico Diez de Medina              | José Manuel Pando Solares       |
| 29. April 1902     |                                   | 27. Oktober 1903   | Eliodoro Villazón Montaño            | José Manuel Pando Solares       |
| 27. Oktober 1903   | 14. August 1904                   | 30. November 1908  | Claudio Pinilla                      | José Manuel Pando Solares       |
| 31. Dezember 1903  |                                   | 1. Februar 1904    | Juan Misael Saracho                  | José Manuel Pando Solares       |
| 27. November 1906  |                                   | 30. Dezember 1907  | Juan Misael Saracho                  | Ismael Montes                   |
| 9. August 1908     |                                   | 30. November 1908  | Juan Misael Saracho                  | Ismael Montes                   |
| 30. November 1908  |                                   | 7. August 1909     | Benedicto Gómez Goytia y Rodo        | Ismael Montes                   |
| 7. August 1909     |                                   | 19. Dezember 1910  | Daniel Sánchez Bustamante Vásquez    | Eliodoro Villazón Montaño       |
| 23. Dezember 1910  |                                   | 16. Januar 1911    | José María Escalier                  | Eliodoro Villazón Montaño       |
| 22. Januar 1911    |                                   | 17. April 1911     | Juan Misael Saracho                  | Eliodoro Villazón Montaño       |
| 17. April 1911     |                                   | 21. September 1912 | Claudio Pinilla                      | Eliodoro Villazón Montaño       |
| 21. September 1912 |                                   | 29. Januar 1913    | Juan Misael Saracho                  | Eliodoro Villazón Montaño       |
| 29. Januar 1913    |                                   | 12. August 1913    | Alfredo Ascarrunz Peláez             | Eliodoro Villazón Montaño       |
| 14. August 1913    |                                   | 5. August 1914     | José Cupertino Arteaga               | Ismael Montes                   |
| 7. August 1914     |                                   | 24. Dezember 1914  | José Cupertino Arteaga               | Ismael Montes                   |
| 22. August 1914    |                                   | 23. Dezember 1914  | Aníbal Capriles Cabrera              | Ismael Montes                   |
| 24. Dezember 1914  |                                   | 4. März 1915       | Juan Misael Saracho                  | Ismael Montes                   |
| 4. März 1915       |                                   | 11. März 1915      | Placido Sanchez                      | Ismael Montes                   |
| 11. März 1915      |                                   | 26. Dezember 1916  | Víctor Enrique Sanjinés Eguino       | Ismael Montes                   |
| 19. September 1916 |                                   | 26. Dezember 1916  | Arturo Molina Campero                | Ismael Montes                   |
| 26. Dezember 1916  |                                   | 15. August 1917    | Placido Sanchez                      | Ismael Montes                   |
| 15. August 1917    |                                   | 11. Dezember 1917  | Julio Zamora                         | José Gutiérrez Guerra           |
| 11. Dezember 1917  |                                   | 16. Dezember 1917  | Ricardo Mujía Linares                | José Gutiérrez Guerra           |
| 16. Dezember 1917  |                                   | 21. März 1919      | Alberto Gutiérrez (1863–1928)        | José Gutiérrez Guerra           |
| 21. März 1919      |                                   | 4. Oktober 1919    | Dario Gutiérrez                      | José Gutiérrez Guerra           |
| 4. Oktober 1919    |                                   | 12. Juli 1920      | Carlos Gutiérrez                     | José Gutiérrez Guerra           |
| 13. Juli 1920      |                                   | 31. Januar 1921    | José María Escalier                  | Bautista Saavedra Mallea        |
| 16. September 1920 |                                   | 21. September 1920 | Florian Zambrana                     | Bautista Saavedra Mallea        |
| 24. September 1920 |                                   | 30. Oktober 1920   | Abel Iturralde Palacios              | Bautista Saavedra Mallea        |
| 31. Januar 1921    |                                   | 10. Mai 1921       | Francisco Iraizos                    | Bautista Saavedra Mallea        |
| 10. Mai 1921       |                                   | 9. Januar 1922     | Alberto Gutiérrez (1863–1928)        | Bautista Saavedra Mallea        |
| 10. Januar 1922    |                                   | 1. Februar 1922    | Ricardo Jaimes Freyre                | Bautista Saavedra Mallea        |
| 10. Februar 1922   |                                   | 11. März 1922      | Abdon Saavedra Mallea                | Bautista Saavedra Mallea        |
| 11. März 1922      |                                   | 14. Dezember 1922  | Severo Fernández Alonso Caballero    | Bautista Saavedra Mallea        |
| 17. Dezember 1922  |                                   | 23. Januar 1923    | David Alvéstegui Laredo              | Bautista Saavedra Mallea        |
| 23. Januar 1923    |                                   | 1. März 1923       | Eduardo Díez de Medina               | Bautista Saavedra Mallea        |
| 10. März 1923      |                                   | 3. Februar 1925    | Roman Paz                            | Bautista Saavedra Mallea        |
| 3. Februar 1925    |                                   | 3. September 1925  | Eduardo Díez de Medina               | Bautista Saavedra Mallea        |
| 3. September 1925  | 3. September 1925                 | 9. Januar 1926     | Eduardo Díez de Medina               | Felipe Segundo Guzmán           |
| 10. Januar 1926    |                                   | 1. September 1927  | Alberto Gutiérrez (1863–1928)        | Hernando Siles Reyes            |
| 14. März 1927      |                                   | 30. April 1927     | Víctor Muñoz Reyes                   | Hernando Siles Reyes            |
| 1. September 1927  |                                   | 26. Januar 1928    | Tomás Manuel Elío Bustillos          | Hernando Siles Reyes            |
| 26. September 1928 |                                   | 13. Dezember 1928  | Abel Iturralde Palacios              | Hernando Siles Reyes            |
| 3. Oktober 1928    |                                   | 13. Dezember 1928  | Alberto Palacios                     | Hernando Siles Reyes            |
| 13. Dezember 1928  |                                   | 6. August 1929     | Tomás Manuel Elío Bustillos          | Hernando Siles Reyes            |
| 10. August 1929    |                                   | 20. August 1929    | Francisco Iraizos                    | Hernando Siles Reyes            |
| 20. August 1929    |                                   | 10. März 1930      | Fabián Vaca Chávez                   | Hernando Siles Reyes            |
| 10. März 1930      |                                   | 16. Mai 1930       | Rafael Torrico Lemoine               | Hernando Siles Reyes            |
| 16. Mai 1930       |                                   | 29. Juni 1930      | Alberto Díez de Medina Lertora       | Hernando Siles Reyes            |
| 18. Mai 1930       |                                   | 28. Mai 1930       | Fidel Vega                           | Hernando Siles Reyes            |
| 29. Juni 1930      |                                   | 5. März 1931       | Filiberto R. Osorio Téllez           | Carlos Blanco Galindo           |
| 29. Juni 1930      |                                   | 5. März 1931       | Oscar Mariaca Pando                  | Carlos Blanco Galindo           |
| 5. März 1931       |                                   | 21. Mai 1931       | Daniel Sánchez Bustamante Vásquez    | Daniel Salamanca Urey           |
| 21. Mai 1931       |                                   | 7. September 1931  | Pascual Bailon Mercado               | Daniel Salamanca Urey           |
| 7. September 1931  |                                   | 9. März 1932       | Julio A. Gutiérrez                   | Daniel Salamanca Urey           |
| 9. März 1932       |                                   | 5. September 1932  | Juan Maria Zalles                    | Daniel Salamanca Urey           |
| 5. September 1932  |                                   | 25. Oktober 1932   | Julio A. Gutiérrez                   | Daniel Salamanca Urey           |
| 25. Oktober 1932   |                                   | 31. Januar 1933    | Franz Tamayo Solares                 | Daniel Salamanca Urey           |
| 31. Januar 1933    |                                   | 30. November 1933  | Demetrio Canelas                     | Daniel Salamanca Urey           |
| 30. November 1933  |                                   | 22. März 1934      | Carlos Calvo Calbimontes             | Daniel Salamanca Urey           |
| 8. März 1934       |                                   | 9. April 1934      | Rafael de Ugarte                     | Daniel Salamanca Urey           |
| 22. März 1934      | 29. November 1934                 | 5. April 1935      | David Alvéstegui Laredo              | Daniel Salamanca Urey           |
| 5. April 1935      |                                   | 12. April 1935     | Carlos Victor Aramayo                | José Luis Tejada Sorzano        |
| 12. April 1935     |                                   | 20. Mai 1935       | Tomás Manuel Elío Bustillos          | José Luis Tejada Sorzano        |
| 20. Mai 1935       |                                   | 6. September 1935  | Manuel Carrasco Jimenez              | José Luis Tejada Sorzano        |
| 6. September 1935  |                                   | 18. Januar 1936    | José María Gutiérrez Lea Plaza       | José Luis Tejada Sorzano        |
| 18. Januar 1936    |                                   | 28. Februar 1936   | Tomás Manuel Elío Bustillos          | José Luis Tejada Sorzano        |
| 5. März 1936       |                                   | 17. Mai 1936       | Luis Fernando Guachalla Solares      | José Luis Tejada Sorzano        |
| 17. Mai 1936       |                                   | 20. Juni 1936      | Enrique Baldivieso                   | José David Toro Ruilova         |
| 20. Juni 1936      |                                   | 4. September 1936  | Oscar Moscoso Gutierrez              | José David Toro Ruilova         |
| 7. September 1936  |                                   | 13. Juli 1937      | Enrique Finot Franco                 | José David Toro Ruilova         |
| 7. September 1936  |                                   | 19. Dezember 1936  | Luis Añez Rodriguez                  | José David Toro Ruilova         |
| 13. Juli 1937      |                                   | 14. Dezember 1937  | Enrique Baldivieso                   | Germán Busch Becerra            |
| 13. Juli 1937      |                                   | 25. Juli 1937      | Gabriel Gosálvez Tejada              | Germán Busch Becerra            |
| 27. Juli 1937      |                                   | 22. November 1937  | Fabian Vaca Chavez                   | Germán Busch Becerra            |
| 14. Dezember 1937  |                                   | 23. August 1939    | Eduardo Díez de Medina               | Germán Busch Becerra            |
| 3. Juni 1938       |                                   | 20. Juni 1938      | Julio Salmón                         | Germán Busch Becerra            |
| 30. November 1938  |                                   | 30. Dezember 1938  | Gabriel Gosálvez Tejada              | Germán Busch Becerra            |
| 22. Mai 1939       |                                   | 19. Juli 1939      | Dionisio Foianini Banzer             | Germán Busch Becerra            |
| 5. August 1939     |                                   | 26. August 1939    | Carlos Salinas Aramayo               | Carlos Quintanilla Quiroga      |
| 23. August 1939    |                                   | 1. Oktober 1941    | Alberto Ostria Gutiérrez             | Carlos Quintanilla Quiroga      |
| 13. September 1939 |                                   | 1. Oktober 1939    | Rubén Terrazas                       | Carlos Quintanilla Quiroga      |
| 20. Januar 1941    |                                   | 3. Februar 1941    | Gustavo Adolfo Otero                 | Enrique Peñaranda del Castillo  |
| 1. Oktober 1941    | 1. März 1942                      | 26. November 1942  | Eduardo Anze Matienzo                | Enrique Peñaranda del Castillo  |
| 4. Januar 1942     |                                   | 5. Februar 1942    | Justo Rodas Eguino                   | Enrique Peñaranda del Castillo  |
| 5. Februar 1942    |                                   | 11. Februar 1942   | Arturo Pinto Escalier                | Enrique Peñaranda del Castillo  |
| 26. November 1942  |                                   | 16. September 1943 | Tomás Manuel Elío Bustillos          | Enrique Peñaranda del Castillo  |
| 30. April 1943     |                                   | 1. Juli 1943       | Pedro Zilveti Arce                   | Enrique Peñaranda del Castillo  |
| 16. September 1943 |                                   | 20. Dezember 1943  | Carlos Salinas Aramayo               | Enrique Peñaranda del Castillo  |
| 20. Dezember 1943  |                                   | 16. März 1944      | José Tamayo Solares                  | Gualberto Villarroel López      |
| 16. März 1944      |                                   | 8. August 1944     | Enrique Baldivieso                   | Gualberto Villarroel López      |
| 8. August 1944     |                                   | 31. Dezember 1944  | Victor Manuel Andrade Uzquiano       | Gualberto Villarroel López      |
| 31. Dezember 1944  | 8. September 1945                 | 19. Oktober 1945   | Gustavo Chacón                       | Gualberto Villarroel López      |
| 19. Oktober 1945   |                                   | 27. Mai 1946       | José Celestino Pinto López           | Gualberto Villarroel López      |
| 27. Mai 1946       |                                   | 22. Juli 1946      | Jorge Calero                         | Gualberto Villarroel López      |
| 24. Juli 1946      |                                   | 28. Oktober 1946   | Aniceto Solares Llano                | Néstor Guillén                  |
| 27. August 1946    |                                   | 2. September 1946  | Roberto Bilbao La Vieja              | Néstor Guillén                  |
| 28. Oktober 1946   |                                   | 12. November 1946  | Eduardo Sáenz Garcia                 | Tomás Monje Gutiérrez           |
| 12. November 1946  |                                   | 7. März 1947       | Aniceto Solares Llano                | Tomás Monje Gutiérrez           |
| 17. Januar 1947    |                                   | 7. März 1947       | Eduardo Sáenz Garcia                 | Tomás Monje Gutiérrez           |
| 10. März 1947      |                                   | 14. Mai 1947       | Mamerto Urriolagoitia                | Enrique Hertzog                 |
| 14. Mai 1947       |                                   | 11. September 1947 | Luis Fernando Guachalla Solares      | Enrique Hertzog                 |
| 11. August 1947    |                                   | 4. September 1947  | Germán Costas Reyes                  | Enrique Hertzog                 |
| 11. September 1947 |                                   | 1. März 1948       | Tomás Manuel Elío Bustillos          | Enrique Hertzog                 |
| 1. März 1948       |                                   | 9. August 1948     | Adolfo Costa du Rels                 | Enrique Hertzog                 |
| 9. August 1948     |                                   | 15. August 1948    | Arturo Gutiérrez Tezanos Pinto       | Enrique Hertzog                 |
| 9. August 1948     |                                   | 13. Januar 1949    | Javier Paz Campero                   | Enrique Hertzog                 |
| 13. Januar 1949    |                                   | 4. März 1949       | Juan Manuel Balcázar                 | Enrique Hertzog                 |
| 4. März 1949       |                                   | 20. Mai 1949       | Luis Fernando Guachalla Solares      | Enrique Hertzog                 |
| 20. Mai 1949       |                                   | 2. August 1949     | Waldo Belmonte Pool                  | Enrique Hertzog                 |
| 2. August 1949     |                                   | 28. Januar 1950    | Alberto Saavedra Nogales             | Mamerto Urriolagoitia Harriague |
| 2. August 1949     |                                   | 17. August 1949    | Manuel Diez Canseco Dávalos          | Mamerto Urriolagoitia Harriague |
| 28. Januar 1950    |                                   | 16. Mai 1951       | Pedro Zilveti Arce                   | Mamerto Urriolagoitia Harriague |
| 21. März 1951      |                                   | 16. Mai 1951       | José Saavedra Suárez                 | Mamerto Urriolagoitia Harriague |
| 16. Mai 1951       |                                   | 14. April 1952     | Tomás Antonio Suárez Castedo         | Hugo Ballivián Rojas            |
| 16. April 1952     |                                   | 23. Januar 1956    | Walter Guevara Arze                  | Víctor Paz Estenssoro           |
| 23. Januar 1956    |                                   | 17. August 1958    | Manuel Barrau Peláez                 | Víctor Paz Estenssoro           |
| 17. August 1958    |                                   | 14. November 1959  | Victor Manuel Andrade Uzquiano       | Hernán Siles Zuazo              |
| 14. November 1959  |                                   | 1. Juni 1960       | Walter Guevara Arze                  | Hernán Siles Zuazo              |
| 10. Juni 1960      |                                   | 6. August 1960     | Carlos Morales Guillen               | Hernán Siles Zuazo              |
| 6. August 1960     |                                   | 8. Januar 1962     | Eduardo Arze Quiroga                 | Víctor Paz Estenssoro           |
| 8. Januar 1962     |                                   | 24. Januar 1964    | José Fellman Velarde                 | Víctor Paz Estenssoro           |
| 24. Januar 1964    |                                   | 4. November 1964   | Fernando Iturralde Chinel            | Víctor Paz Estenssoro           |
| 5. November 1964   |                                   | 6. August 1966     | Joaquín Zenteno Anaya                | René Barrientos Ortuño          |
| 6. August 1966     |                                   | 4. August 1967     | Alberto Crespo Gutiérrez             | René Barrientos Ortuño          |
| 7. Februar 1967    |                                   | 27. Oktober 1968   | Walter Guevara Arze                  | René Barrientos Ortuño          |
| 7. Februar 1968    |                                   | 28. Juli 1968      | Tomás Guillermo Elío Moldiz          | René Barrientos Ortuño          |
| 27. Juli 1968      |                                   | 10. Dezember 1968  | Samuel Alcoreza Meneses              | René Barrientos Ortuño          |
| 10. Dezember 1968  |                                   | 27. April 1969     | Víctor Hoz de Vila Bacarreza         | René Barrientos Ortuño          |
| 5. Mai 1969        |                                   | 26. September 1969 | Gustavo Medeiros Querejazu           | Luis Adolfo Siles Salinas       |
| 6. Oktober 1969    |                                   | 12. Mai 1970       | César Ruiz Velarde                   | Alfredo Ovando Candia           |
| 12. Mai 1970       |                                   | 6. Oktober 1970    | Edgar Camacho Omiste                 | Alfredo Ovando Candia           |
| 9. Oktober 1970    |                                   | 17. März 1971      | Emilio Molina Pizarro                | Juan Torres Gonzáles            |
| 17. März 1971      |                                   | 21. August 1971    | Huáscar Taborga, Torrico             | Juan Torres Gonzáles            |
| 22. August 1971    |                                   | 26. November 1973  | Mario Gutiérrez Gutiérrez            | Hugo Banzer Suárez              |
| 26. November 1973  |                                   | 19. April 1976     | Alberto Guzmán Soriano               | Hugo Banzer Suárez              |
| 19. April 1976     |                                   | 21. Juli 1978      | Oscar Adriázola Valda                | Hugo Banzer Suárez              |
| 24. Juli 1978      |                                   | 24. November 1978  | Ricardo Anaya Arze                   | Hugo Banzer Suárez              |
| 25. November 1978  |                                   | 10. Mai 1979       | Raul Botelho Gosalvez                | David Padilla Arancibia         |
| 11. Mai 1979       |                                   | 8. August 1979     | Jorge Escobari Cusicanqui            | David Padilla Arancibia         |
| 9. August 1979     |                                   | 1. November 1979   | Gustavo Fernández Saavedra           | Walter Guevara Arze             |
| 1. November 1979   |                                   | 16. November 1979  | Guillermo Bedregal Gutiérrez         | Alberto Natusch Busch           |
| 19. November 1979  |                                   | 7. April 1980      | Julio Garret Aillon                  | Lidia Gueiler Tejada            |
| 7. April 1980      |                                   | 17. Juli 1980      | Gaston Araoz Levy                    | Lidia Gueiler Tejada            |
| 18. Juli 1980      |                                   | 26. Februar 1981   | Javier Cerruto Calderón de la Barca  | Luis García Meza Tejada         |
| 26. Februar 1981   |                                   | 4. September 1981  | Mario Rolón Anaya                    | Luis García Meza Tejada         |
| 7. September 1981  |                                   | 21. Juli 1982      | Gonzalo Romero Alvarez García        | Celso Torrelio Villa            |
| 21. Juli 1982      |                                   | 10. Oktober 1982   | Agustín Saavedra Weise               | Guido Vildoso Calderón          |
| 10. Oktober 1982   |                                   | 16. Mai 1983       | Mario Velarde Dorado                 | Hernán Siles Zuazo              |
| 16. Mai 1983       |                                   | 25. August 1983    | Marcial Tamayo Sáenz                 | Hernán Siles Zuazo              |
| 25. August 1983    |                                   | 1. April 1984      | José Ortiz Mercado                   | Hernán Siles Zuazo              |
| 10. April 1984     |                                   | 10. Januar 1985    | Gustavo Fernández Saavedra           | Hernán Siles Zuazo              |
| 10. Januar 1985    |                                   | 13. Juli 1985      | Edgar Camacho Omiste                 | Hernán Siles Zuazo              |
| 6. August 1985     |                                   | 22. Januar 1986    | Gaston Araoz Levy                    | Víctor Paz Estenssoro           |
| 22. Januar 1986    |                                   | 3. März 1989       | Guillermo Bedregal                   | Víctor Paz Estenssoro           |
| 3. März 1989       |                                   | 6. August 1989     | Valentin Abecia Baldivieso           | Víctor Paz Estenssoro           |
| 6. August 1989     |                                   | 17. März 1992      | Carlos Iturralde Ballivián           | Jaime Paz Zamora                |
| 17. März 1992      |                                   | 3. Juni 1993       | Ronald Mac Lean Abaroa               | Jaime Paz Zamora                |
| 3. Juni 1993       |                                   | 6. August 1993     | Roberto Peña Rodriguez               | Jaime Paz Zamora                |
| 6. August 1993     |                                   | 6. August 1997     | Antonio José Araníbar Quiroga        | Gonzalo Sánchez de Lozada       |
| 6. August 1997     |                                   | 6. August 2001     | Javier Murillo de la Rocha           | Hugo Banzer Suárez              |
| 6. August 2001     |                                   | 6. August 2002     | Gustavo Fernández Saavedra           | Jorge Quiroga Ramírez           |
| 6. August 2002     | 19. Februar 2003                  | 19. Oktober 2003   | Carlos Armando Saavedra Bruno        | Gonzalo Sánchez de Lozada       |
| 19. Oktober 2003   | 12. März 2004                     | 13. April 2004     | Juan Ignacio Siles del Valle         | Carlos Mesa                     |
| 1. Januar 2005     |                                   | 26. Januar 2006    | Armando Loaiza                       | Eduardo Rodríguez               |
| 26. Januar 2006    |                                   | 23. Januar 2017    | David Choquehuanca                   | Evo Morales                     |
| 23. Januar 2017    |                                   | 4. September 2018  | Fernando Huanacuni Mamani            | Evo Morales                     |
| 4. September 2018  |                                   | 13. November 2019  | Diego Pary Rodríguez                 | Evo Morales                     |
| 13. November 2019  |                                   | 8. November 2020   | Karen Longaric                       | Jeanine Áñez                    |
| 9. November 2020   |                                   | amtierend          | Rogelio Mayta                        | Luis Arce                       |
| 27. November 2023  |                                   | amtierend          | Celinda Sosa                         | Luis Arce                       |